# Visbarų žuvininkystės tvenkiniai
Visbarų žuvininkystės tvenkiniai este o arie protejată (arie de protecție specială avifaunistică — SPA) din Lituania întinsă pe o suprafață de 661,26 ha, integral pe uscat.

## Localizare
Centrul sitului Visbarų žuvininkystės tvenkiniai este situat la coordonatele 55°21′58″N 22°03′36″E / 55.3661°N 22.06°E.

## Înființare
Situl Visbarų žuvininkystės tvenkiniai a fost declarat arie de protecție specială avifaunistică în iunie 2005 pentru a proteja 9 specii de animale.

## Biodiversitate
Situată în ecoregiunea boreală, aria protejată nu include niciun habitat protejat.
La baza desemnării sitului se află mai multe specii protejate de  păsări (9): chirighiță neagră (Chlidonias niger), erete de stuf (Circus aeruginosus), erete cenușiu (Circus pygargus), cristeiul de câmp (Crex crex), lebădă de iarnă (Cygnus cygnus), cresteț cenușiu (Porzana parva), cresteț pestriț (Porzana porzana), chiră mică (Sterna albifrons), chiră de baltă (Sterna hirundo).